# Tom Murphy (Astrophysiker)
Thomas („Tom“) W. Murphy, Jr. ist Professor für Physik an der University of California, San Diego und Mitglied des Center for Astrophysics and Space Sciences.

## Werdegang
Murphy wurde im Jahr 2000 am California Institute of Technology promoviert und arbeitete in Folge als Postdoc an der University of Washington. Anschließend wurde er zum Professor an die University of California, San Diego berufen. Er ist Koordinator der Apache Point Observatory Lunar Laser-ranging Operation (APOLLO), die vom Apache-Point-Observatorium aus Versuche mit Lunar Laser Ranging durchführt. Dabei gelang es seinem Team, den verschollenen russischen Rover Lunochod 1 auf der Mondoberfläche aufzuspüren. Aktuelles Forschungsgebiet sind Tests der Allgemeinen Relativitätstheorie sowie nachhaltige Energieversorgung.
Murphy ist bekannt für seinen Blog „Do the Math“, in dem er „einen Blick mit den Augen eines Astrophysikers auf gesellschaftliche Angelegenheiten wie Energieproduktion, Klimawandel und Wirtschaftswachstum wirft.“ Er stellt, basierend auf thermodynamischen Argumenten, die Vorstellung von unbegrenztem Wirtschaftswachstum in Frage und präsentiert Vorschläge für zukünftige Energieversorgung und Verkehr.